# Шуртер, Нино
Нино Шуртер (романш. Nino Schurter; род. 13 мая 1986, Пфеффикон, Цюрих) — швейцарский профессиональный маунтинбайкер и шоссейный велогонщик. Чемпион Олимпийских игр 2016 года, серебряный призёр Олимпийских игр 2012 года и бронзовый призёр Олимпийских игр 2008 года в маунтинбайковой дисциплине кросс-кантри.
Многократный победитель и призёр чемпионатов Европы и мира в различных возрастных группах в индивидуальных соревнованиях и эстафетах по маунтинбайку. Трёхкратный победитель общего зачёта кубка мира по маунтинбайку.

## Биография
В 2014 году подписал контракт с профессиональной австралийской шоссейной велокомандой Orica GreenEDGE, за которую дебютировал в Туре Романдии.
Женат на Нине Кэндриан. У пары есть дочь Лиза София Шуртер (03.10.2015).

## Победы

### Маунтинбайк
| 2003 - Чемпионат мира: - эстафета — 2-е место - кросс-кантри, юниоры — 2-е место - Чемпионат Европы, эстафета — 1-е место 2004 - Чемпионат мира: - эстафета — 1-е место - кросс-кантри, до 23 лет — 2-е место - Чемпионат Европы: - эстафета — 1-е место - кросс-кантри, юниоры — 1-е место 2005 - Чемпионат мира, кросс-кантри, до 23 лет — 3-е место - Чемпионат Европы, эстафета — 2-е место 2006 - Чемпионат мира: - эстафета — 1-е место - Чемпион мира, кросс-кантри, до 23 лет - Чемпионат Европы: - эстафета — 1-е место - кросс-кантри, до 23 лет — 1-е место 2007 - Чемпионат мира: - эстафета — 1-е место - кросс-кантри, до 23 лет — 2-е место - Чемпионат Европы: - эстафета — 1-е место - кросс-кантри, до 23 лет — 1-е место | 2008 - Олимпийские игры, кросс-кантри — 3-е место - Чемпионат мира: - эстафета — 2-е место - Чемпион мира, кросс-кантри, до 23 лет - Чемпионат Европы, кросс-кантри, до 23 лет — 1-е место 2009 - Чемпион мира, кросс-кантри 2010 - Кубок мира — 1-е место в общем зачёте 2011 - Чемпионат мира: - эстафета — 2-е место - кросс-кантри — 2-е место - Кубок мира — 2-е место в общем зачёте 2012 - Олимпийские игры, кросс-кантри — 2-е место - Чемпион мира, кросс-кантри - Кубок мира — 1-е место в общем зачёте 2013 - Чемпион мира, кросс-кантри 2014 - Кубок мира — 2-е место в общем зачёте 2015 - Чемпион мира, кросс-кантри - Кубок мира — 2-е место в общем зачёте |